# Liga Mexicana de Béisbol 1988
La Temporada 1988 de la Liga Mexicana de Béisbol fue la edición número 64. En esta temporada hubo un cambio de sede, los Ángeles Negros de Puebla pasan a ser los Charros de Jalisco. Los equipos se mantienen divididos en las Zona Norte y Zona Sur, siete equipos en cada zona.
En la Serie Final los Diablos Rojos del México obtuvieron su décimo campeonato y su segundo Bicampeonato de su historia al derrotar en 5 juegos a los Saraperos de Saltillo. El mánager campeón fue Benjamín "Cananea" Reyes.

## Equipos participantes
| Liga Mexicana de Béisbol 1988 |                              |           |                                        |                            |             |
| Zona                          | Equipo                       | Fundación | Ciudad                                 | Estadio                    | Capacidad   |
| Norte                         | Acereros de Monclova         | 1974      | Monclova, Coahuila                     | Monclova                   | 8,500       |
| Norte                         | Algodoneros de Unión Laguna  | 1940      | Torreón, Coahuila                      | Revolución                 | 9,500       |
| Norte                         | Rieleros de Aguascalientes   | 1975      | Aguascalientes, Aguascalientes         | Alberto Romo Chávez        | 6,494       |
| Norte                         | Saraperos de Saltillo        | 1970      | Saltillo, Coahuila                     | Francisco I. Madero        | 16,000      |
| Norte                         | Sultanes de Monterrey        | 1939      | Monterrey, Nuevo León                  | Cuauhtémoc y Famosa        | 6,000       |
| Norte                         | Tecolotes de los Dos Laredos | 1940      | Nuevo Laredo, Tamaulipas Laredo, Texas | La Junta West Martin Field | 7,800 5,000 |
| Norte                         | Tuneros de San Luis          | 1926      | San Luis Potosí, San Luis Potosí       | 20 de Noviembre            | 6,500       |
| Sur                           | Bravos de León               | 1978      | León, Guanajuato                       | Domingo Santana            | 6,500       |
| Sur                           | Charros de Jalisco           | 1946      | Guadalajara, Jalisco                   | Tecnológico de la UDG      | 4,000       |
| Sur                           | Diablos Rojos del México     | 1940      | México, D. F.                          | Seguro Social              | 25,000      |
| Sur                           | Ganaderos de Tabasco         | 1975      | Villahermosa, Tabasco                  | Centenario 27 de Febrero   | 8,500       |
| Sur                           | Leones de Yucatán            | 1954      | Mérida, Yucatán                        | Kukulcán                   | 14,917      |
| Sur                           | Piratas de Campeche          | 1980      | Campeche, Campeche                     | Venustiano Carranza        | 6,000       |
| Sur                           | Tigres Capitalinos           | 1955      | México, D. F.                          | Seguro Social              | 25,000      |

## Posiciones
| Zona Norte     | Zona Norte | Zona Norte | Zona Norte | Zona Norte |
| Equipo         | JG         | JP         | PCT        | JV         |
| -------------- | ---------- | ---------- | ---------- | ---------- |
| Dos Laredos    | 77         | 51         | .602       | -          |
| San Luis       | 64         | 62         | .508       | 12.0       |
| Monterrey      | 62         | 69         | .473       | 16.5       |
| Saltillo       | 59         | 68         | .465       | 17.5       |
| Unión Laguna   | 59         | 69         | .461       | 18.0       |
| Aguascalientes | 54         | 72         | .429       | 22.0       |
| Monclova       | 47         | 84         | .359       | 31.5       |

| Zona Sur | Zona Sur | Zona Sur | Zona Sur | Zona Sur |
| Equipo   | JG       | JP       | PCT      | JV       |
| -------- | -------- | -------- | -------- | -------- |
| México   | 82       | 45       | .646     | -        |
| Jalisco  | 75       | 55       | .577     | 8.5      |
| Tigres   | 72       | 56       | .563     | 10.5     |
| Yucatán  | 70       | 56       | .556     | 11.5     |
| León     | 68       | 63       | .519     | 16.0     |
| Campeche | 62       | 65       | .488     | 20.0     |
| Tabasco  | 46       | 82       | .359     | 36.5     |

| Clasificado a los playoffs |

## Juego de Estrellas
El Juego de Estrellas de la LMB se realizó el 6 de junio en el estadio West Martin Field de Laredo, Texas. La Zona Norte se impuso a la  Sur 8 carreras a 0. Enrique Aguilar de los Rieleros de Aguascalientes fue elegido el Jugador Más Valioso del partido.

## Play-offs
|  | Primer Play off | Primer Play off |          |   | Finales de zona | Finales de zona |  |  | Serie Final | Serie Final |
|  |                 |                 |          |   |                 |                 |  |  |             |             |
|  |                 |                 |          |   |                 |                 |  |  |             |             |
|  |                 |                 |          |   |                 |                 |  |  |             |             |
|  |                 |                 |          |   |                 |                 |  |  |             |             |
|  | Saltillo        | 4               |          |   |                 |                 |  |  |             |             |
|  | Saltillo        | 4               |          |   |                 |                 |  |  |             |             |
|  | Dos Laredos     | 2               |          |   |                 |                 |  |  |             |             |
|  | Dos Laredos     | 2               | Saltillo | 4 |                 |                 |  |  |             |             |
|  | Zona Norte      |                 | Saltillo | 4 |                 |                 |  |  |             |             |
|  |                 | Monterrey       | 1        |   |                 |                 |  |  |             |             |
|  | Monterrey       | Monterrey       | 1        | 4 |                 |                 |  |  |             |             |
|  | Monterrey       |                 |          | 4 |                 |                 |  |  |             |             |
|  | San Luis        | 1               |          |   |                 |                 |  |  |             |             |
|  | San Luis        | 1               | Saltillo | 1 |                 |                 |  |  |             |             |
|  |                 |                 | Saltillo | 1 |                 |                 |  |  |             |             |
|  |                 | México          | 4        |   |                 |                 |  |  |             |             |
|  | Tigres          | México          | 4        | 2 |                 |                 |  |  |             |             |
|  | Tigres          |                 |          | 2 |                 |                 |  |  |             |             |
|  | Jalisco         | 4               |          |   |                 |                 |  |  |             |             |
|  | Jalisco         | 4               | Jalisco  | 0 |                 |                 |  |  |             |             |
|  | Zona Sur        |                 | Jalisco  | 0 |                 |                 |  |  |             |             |
|  |                 | México          | 4        |   |                 |                 |  |  |             |             |
|  | Yucatán         | México          | 4        | 1 |                 |                 |  |  |             |             |
|  | Yucatán         |                 |          | 1 |                 |                 |  |  |             |             |
|  | México          | 4               |          |   |                 |                 |  |  |             |             |
|  | México          | 4               |          |   |                 |                 |  |  |             |             |

## Designaciones
Se designaron como novatos del año a Marco Antonio Romero de Charros de Jalisco y a Andrés Cruz de Leones de Yucatán.

## Acontecimientos relevantes
- 2 de mayo: Isidro Morales de los Tuneros de San Luis le lanza juego sin hit ni carrera de 7 entradas a los  Ganaderos de Tabasco, en un partido disputado en San Luis Potosí, San Luis Potosí y que terminó con marcador de 2-0.[2]
- 18 de junio: Dave White de los Acereros de Monclova lanza juego sin hit ni carrera de 7 entradas, pero fue frustrado en la octava por los Ganaderos de Tabasco en un partido disputado que terminó con marcador de 0-1.[3]
- 31 de julio: Freddie Arroyo de los Diablos Rojos del México le lanza juego sin hit con carrera de 8 entradas a los Piratas de Campeche, en un partido disputado en Campeche y que terminó con marcador de 1-2.